# Puccinellia walkeri
Puccinellia walkeri là một loài thực vật có hoa trong họ Hòa thảo. Loài này được (Cheeseman) Allan miêu tả khoa học đầu tiên năm 1936.